# Ampere (banda)
Ampere es una banda de screamo, creada en Amherst, Massachusetts, conocida por sus cortas (10-30 s) pero extremadamente ruidosas y potentes presentaciones en vivo. La banda es muy importante en la cultura punk por el término "hazlo tu mismo" y por las temáticas de sus letras que tratan sobre el veganismo.

## Integrantes
- Will Killingsworth – Guitarra eléctrica
- Andy Skelly – Batería
- Meghan Minior – Bajo
- Stephen Pierce – Voz

## Características de los integrantes
Los miembros de la banda son conocidos en la escena hardcore por el número de años que llevan activos, sobre todo el guitarrista Will Killingsworth, que antes toco la guitarra en bandas como Orchid, Laceration y Bucket Full of Teeth, y continúa trabajando con su discográfica Clean Plate y el estudio "Dead Air", que es en donde la banda ha grabado toda su música. Por su parte, el baterista Andy Skelly, toco anteriormente en The Last 40 Seconds y Wolves. Stephen Pierce participó en las bandas Montcalm y The Last 40 Seconds, y trabajo brevemente en Distort, un pequeño sello independiente en Northampton (Massachusetts) (desde mayo a diciembre del 2006). Actualmente toca la guitarra en Aerosols. Meghan Minior, tocó el bajo en Stop The Clock y Unicoroner y ahora canta en la banda Relics.

## Letras de sus canciones
Al igual que Orchid, Ampere (y especialmente en su álbum All our Tomorrows End Today) toma prestadas en las letras de las canciones algunos pensamientos de filósofos o revolucionarios como Guy Debord. Ellos preservan el punk "intelectual" visto en bandas como Orchid, Sinaloa, Native Nod o Current, entre otras. Mientras que otros ven sus letras como pretenciosas y las oscurecen, Ampere sigue con la creencia de que el intelecto y el arte hacen mejor el hardcore.

## Discografía
- 2002 - Demo 7"/Tape (Self-Released)
- 2003 - Wolves/Ampere Split 7" (Moganono Records)
- 2004 - All Our Tomorrows End Today 10"/3" CD (Ebullition)
- 2005 - Welcome The Plague Year/Ampere split 5" (Clean Plate/Turnstile)
- 2006 - First Recordings 7" (purepainsugar)
- 2006 - Ampere/Death to Tyrants/Wasteland/Daniel Striped Tiger split 11" (Clean Plate)
- 2006 - Ampere/Sinaloa Split LP/CD (Ebullition)
- 2006 - Das Oath/Ampere Split LP+CD (Self-released)
- 2007 - Ampere/Daitro Split 7" picture disc (Clean Plate/purepainsugar)
- 2007 - Ampere/Ringers Split 6"/7" (No Idea)
- 2007 - Funeral Diner/Ampere Split 9" (Clean Plate/Electric Human Project)